# Ectopimorpha wilsoni
Ectopimorpha wilsoni är en stekelart som först beskrevs av Cresson 1864.  Ectopimorpha wilsoni ingår i släktet Ectopimorpha och familjen brokparasitsteklar. Inga underarter finns listade i Catalogue of Life.